# Amata masoni
Amata masoni är en fjärilsart som beskrevs av Moore 1878. Amata masoni ingår i släktet Amata och familjen björnspinnare. Inga underarter finns listade i Catalogue of Life.